# 35364 Donaldpray
35364 Donaldpray este un asteroid din centura principală de asteroizi.

## Descriere
35364 Donaldpray este un asteroid din centura principală de asteroizi. A fost descoperit pe 21 octombrie 1997 la Observatorul din Ondřejov de Petr Pravec. Asteroidul prezintă o orbită caracterizată de o semiaxă mare de 2,25 ua, o excentricitate de 0,08 și o înclinație de 6,3° în raport cu ecliptica.